# Herbert Binkert
Herbert Binkert (* 3. September 1923 in Karlsruhe; † 4. Januar 2020) war ein deutscher Fußballspieler und -trainer. In den Jahren 1943 und 1952 stand er mit dem FV Saarbrücken bzw. dem 1. FC Saarbrücken in den Endspielen um die deutsche Fußballmeisterschaft.

## Karriere

### Beginn
Der 1923 in der Karlsruher Oststadt geborene und in der Durlacher Straße aufgewachsene Herbert Binkert lernte das Fußballspiel in der Jugendabteilung des Karlsruher FC Phönix und das ABC in der Tulla-Schule. Auf den Sportplätzen im Wildpark, nahe am Karlsruher Schloss gelegen, durchlief er in der Jugendabteilung des Meisters des Jahres 1909 die diversen Altersklassen. Sein erstes Spiel in der Gauliga Baden bestritt er zwei Tage vor seinem 17. Geburtstag, am 1. September 1940, gegen den 1. FC Pforzheim. Zwischen 1940 und 1944 bestritt der talentierte Angreifer für den FC Phönix um die 20 Gauligaspiele und erzielte dabei elf Treffer. Durch die Auswirkungen des Zweiten Weltkrieges kam er in das Saarland – er lag mit seiner Einheit (Flakbatterie) am Kieselhumes, nur einige Steinwürfe entfernt von dem Stadion, wo er ab der Runde 1942/43 beim FV Saarbrücken in der Gauliga Westmark spielte. Mit den Soldaten Hans Plückhan, Herbert Dorn und Herbert Bayer verstärkte sich der FV Saarbrücken auf wichtigen Positionen und kam somit zu einer überraschend erfolgreichen Runde. Mit einem Punkt Vorsprung errang Saarbrücken die Meisterschaft vor dem FV Metz. Als 19-Jähriger erlebte Binkert in der Endrunde – die zu Beginn nach regionalen Gesichtspunkten wegen der Entfernungsproblematik „ausgelost“ worden war – an der Seite des Nationalspielers Wilhelm Sold, nach Erfolgen über FC Mülhausen, Kölner SV Victoria, VfR Mannheim und First Vienna FC 1894 Wien, den Einzug in das Finale um die deutsche Fußballmeisterschaft 1943. Er hat fünf Tore dazu beigesteuert. Vor dem Endspiel wohnten die Saarbrücker im „Russischen Hof“ in Berlin. Der Vorsitzende des SC Blau-Weiß Berlin, Ludwig Zeitz, stellte die Anlage seines Vereines als Trainingslager und Standquartier zur Verfügung. Im Finale setzte sich der Dresdner SC am 27. Juni in Berlin in der zweiten Halbzeit überlegen mit 3:0 Toren durch. Bereits in der 6. Minute wurde der rechte Verteidiger Decker der Saarländer so schwer am Fuße verletzt, dass er nach der Pause nur noch als Statist auf Rechtsaußen stand und der etatmäßige Flügelstürmer Kurtsiefer verteidigen musste. Ein Jahr später, 1944, es gelang die Titelverteidigung im Gau Westmark vor dem FV Metz – die sportlichen Bedingungen waren nicht mehr einer Endrunde würdig – scheiterte die KSG Saarbrücken mit Mittelstürmer Herbert Binkert im Viertelfinale mit 1:5 Toren am 1. FC Nürnberg.

### Oberliga Süd, 1945–1948
In der amerikanischen Zone – im Hauptteil Süddeutschland – war bereits am 27. August 1945 eine Direktive erlassen worden, die die Wiederaufnahme des Sportbetriebs auf Kreisebene erlaubte. Angesichts der relativen Freizügigkeit in der amerikanischen Zone, kam es bereits am 4. November 1945 zur Zulassung der Oberliga Süddeutschland. Herbert Binkert lebte wieder in seiner Heimatstadt Karlsruhe und trat für den FC Phönix an. Es reichte zwar zu Heimsiegen gegen den VfB Stuttgart, TSV 1860 München, SpVgg Fürth und den VfR Mannheim, da aber in der Fremde nur bei Kickers Offenbach und dem Lokalrivalen Karlsruher FV doppelt gepunktet werden konnte, kam Phönix mit dem 22-fachen Torschützen Binkert und dem starken Halbstürmer Theo Sommerlatt lediglich am Rundenende auf den 15. Platz der Abschlusstabelle. Der junge Stürmer mit Torjägerqualitäten wechselte im Sommer 1946 zum VfB Stuttgart, dem Meister der Saison 1945/46. Mit dem VfB gelang Binkert 1946/47 aber nicht die Titelverteidigung. Überlegen setzte sich im Süden der 1. FC Nürnberg durch. Gegen seinen Heimatverein FC Phönix Karlsruhe verloren die Stuttgarter beide Begegnungen in dieser Runde. In der zweiten Saison beim VfB Stuttgart erzielte Herbert Binkert in 34 Einsätzen 20 Treffer. Zusammen mit Robert Schlienz (31 Tore) war er der torgefährlichste Angreifer der Schwaben. Trotz seiner ausgezeichneten Trefferquote kehrte er der Oberliga Süd den Rücken und unterschrieb als Vertragsspieler für die Runde 1948/49 beim 1. FC Saarbrücken. Herbert Binkert fesselten zarte Bande an die Blauschwarzen: Er hatte 1946 eine Saarbrückerin geheiratet und verlegte nun seinen Lebensmittelpunkt nach Saarbrücken.

### 1. FC Saarbrücken, 1948–1960

#### 2. Division in Frankreich/Saarlandpokal, 1948–1951
Vor Beginn der Punkterunde 1948/49 hatte der 1. FC Saarbrücken große Probleme zu bewältigen gehabt. Am 25. Juli 1948 wurde der Saarländische Fußballbund gegründet, der nach den Vorstellungen der pro-französischen Saar-Regierung der Fédération Française de Football (FFF) beitreten sollte. Der Spielverkehr mit den Mannschaften in der Oberliga Südwest war durch die politische und wirtschaftliche Abtrennung des Saarlandes fast unmöglich geworden. Die Beteiligung an Meisterschaftsspielen nur innerhalb der engen Grenzen des Saarlandes wäre sportlich keine Basis gewesen. Ein glücklicher Umstand half dem 1. FC Saarbrücken. Die AS Angoulême, ein Verein der professionellen Division 2 in Frankreich, war kurzfristig nicht in der Lage, eine Mannschaft für die Meisterschaftsrunde zu stellen. Die Saarbrücker stellten bei der FFF den Antrag, den freigewordenen Platz einnehmen zu dürfen. Diesem Antrag wurde stattgegeben mit der Einschränkung, dass Saarbrücken als Gast, also inoffiziell, teilnehmen konnte. Herbert Binkert und seine Kameraden wurden zu einer „Reisemannschaft“. Kreuz und quer passierten sie die Fluren Frankreichs. 23.314 km Bahnfahrt brachten die Malstatter hinter sich. Nach 37 Saisonspielen hatte die Mannschaft von Trainer „Ossi“ Müller, der FC Sarrebruck, 26 Spiele gewonnen, sieben unentschieden gespielt und vier verloren. Das Torverhältnis lautete 148:50 bei 59 Punkten. Bordeaux lag an zweiter Stelle mit 108:49 Toren und 54 Punkten. Herbert Binkert hatte, wie auch Bordeaux’ luxemburgischer Angreifer Camille Libar, 41 Treffer erzielt. In der Tabelle wurde Sarrebruck aber nicht geführt, seine Spiele auch für die Gegner nicht mitgerechnet: offiziell spielte die D2 mit nur 19 Mannschaften, Meister Racing Lens und Bordeaux als Zweiter hatten je 53:19 Punkte und stiegen in die Division 1 auf.
Zur Runde 1949/50 wurde Saarbrücken der Antrag abgelehnt, sich offiziell an der Meisterschaft beteiligen zu dürfen. Als Ausweg wurde der Internationale Saarlandpokal durchgeführt. Ausgetragen unter dem Protektorat des Hohen Kommissariats und der Regierung des Saarlandes wurde dieser Wettbewerb, zu dem die Industrie des Saarlandes zwei Millionen Franken gestiftet hatte, ausgetragen. In den Ausscheidungsspielen traten folgende Mannschaften gegen den 1. FC Saarbrücken an: FC La Chaux de Fonds, Standard Lüttich, Stade Reims, Elfsborg-Boras, BK Kopenhagen, Hajduk Split, Austria Wien, FC Nancy, AC Bellinzona, J. F. Degerfors, Rapid Wien, FC Sète, UC Santiago de Chile, FC Metz und Toulouse FC. Die Endspiele fanden am 10. und 11. Juni 1950 im Kieselhumes statt. Binkert und seine Mannschaftskameraden gewannen mit einem 4:0 über Stade Rennais UC den 1. Internationalen Saarland-Pokal. Zwischen den Saarlandpokalspielen wurden weitere Freundschaftsspiele durchgeführt. Hervorzuheben sind dabei die Begegnungen gegen Stade Français Paris, VfB Neunkirchen, Lausanne-Sports, 1. FC Kaiserslautern, TuS Neuendorf, FC St. Pauli, Eintracht Frankfurt, Kickers Offenbach, FC Old Boys Buenos Aires und dem FC Luzern. Am 26. Februar 1950 konnte der 1. FC in einem Trainingsspiel die A-Nationalmannschaft der Schweiz mit 2:1 Toren besiegen. Zu Ostern spielten Binkert und Kollegen in einem Turnier in Barcelona. Am 31. Mai gelang den Malstattern ein 4:1-Erfolg auf dem Kieselhumes gegen den FC Liverpool mit drei Toren von Mittelstürmer Binkert.
Der Vertragsspielerelf gehörten an:

Jockel Balzert, Karl Berg, Nikolaus Biewer, Herbert Binkert, Kurt Clemens, Franz Immig, Herbert Martin, Peter Momber, Hermann Monk, Waldemar Philippi, Theo Puff, Heinrich Schmitt, Robert Schreiner und Erwin Strempel.
Zur Runde 1950/51 ging es in der gleichen Form weiter. Der 2. Internationale Saarland-Pokal wurde ausgetragen und weitere Freundschaftsspiele kamen wieder dazu. Ab Herbst 1950 lernte Herbert Binkert die Trainerkunst von Auguste Jordan kennen. Am 20. September 1950 verletzte sich Herbert Binkert im Spiel bei Tennis Borussia Berlin so schwer, dass er für Wochen pausieren musste. Im Februar 1951 erlebte Binkert aber die imponierenden Auftritte gegen AS Cannes-Grasse, Athletico Bilbao, Deportivo La Coruna, Real Madrid und den FC Rouen als leistungsstarker Aktiver. Der 4:0-Erfolg am Mittwoch, dem 21. Februar 1951 im Estadio Chamartin, später in Estadio Santiago Bernabeu umbenannt, mit einem Treffer des Ex-Karlsruhers, wird als das „schönste und erfolgreichste Spiel, das je eine Malstatter Elf zeigte“, beschrieben. Im Juni folgte eine Nordlandreise mit Spielen in Dänemark und Schweden. Damit waren drei Runden ohne Punktspielbetrieb zu Ende, die aber Eindrücke vermittelt hatten, die das ganze Leben in der Erinnerung blieben.

#### Oberliga Südwest, 1951–1960
Zur Runde 1951/52 war der 1. FC Saarbrücken wieder in der Oberliga Südwest spielberechtigt. Binkert, Momber und Co konnten wieder den Reiz einer Punkterunde erleben. Mit 50:10 Punkten holten sich die international erfahrenen Saarländer die Meisterschaft im Südwesten. Vizemeister wurde TuS Neuendorf mit 44:16 Punkten vor der abgeschlagenen Walter-Elf aus Kaiserslautern. Neun Jahre nach seinem ersten Einzug in ein Endspiel um die deutsche Fußballmeisterschaft gelang dies Herbert Binkert auch im Jahre 1952. In den Gruppenspielen der Endrunde steuerte er vier Tore bei. Damit glückte trotz der zwei Auswärtsniederlagen beim 1. FC Nürnberg und dem Hamburger SV der Finaleinzug. Entscheidend war der 3:1-Heimsieg am 8. Juni 1952 gegen den 1. FC Nürnberg. Gegner im Endspiel war der VfB Stuttgart am 22. Juni 1952 in Ludwigshafen. Die Schützlinge von Trainer Georg Wurzer setzten sich mit 3:2 Toren durch. Acht Runden Oberliga im Südwesten folgten für Herbert Binkert danach. Als Vertreter des Saarlandes nahm der 1. FC Saarbrücken auch in der Debütrunde des Europapokals 1955/56 teil. Binkert gelang beim Rückspiel am 23. November 1955 in Saarbrücken gegen den AC Mailand in der 32. Minute der zwischenzeitliche 1:1-Ausgleichstreffer. Mailand setzte sich mit 4:1 Toren am Ende durch. 1957 zog er mit seinen Kameraden Herbert Martin und Theo Puff nochmals in die Endrunde ein. Außerdem belegte er mit dem 1. FC Saarbrücken viermal den dritten Rang. Mit 37 Jahren beendete Herbert Binkert zum Abschluss der Runde 1959/60 seine aktive Spielerlaufbahn. In seiner letzten Runde hatte er in 13 Spielen sieben Tore erzielt. Am letzten Spieltag, dem 24. April 1960, beim 4:0-Heimsieg gegen Eintracht Trier, verabschiedete er sich mit dem Treffer zum 2:0 von dem Publikum im Ludwigsparkstadion. In der Rangliste der Oberliga-Torjäger im Südwesten wird Herbert Binkert mit 110 Treffern auf dem 17. Rang geführt. Nimmt man die 54 Tore in der Oberliga Süd von 1945 bis 1948 bei Phönix Karlsruhe und dem VfB Stuttgart dazu, kommt er auf 164 Tore und stände damit im Südwesten auf dem sechsten Platz der Rangliste. Überhaupt keine Auswirkungen auf diese Wertung haben seine Treffer in der Division 2 in Frankreich und die zwei Spieljahre um den Internationalen Saarland-Pokal. Die 200er-Marke hätte er weit übertroffen.

## Länderspiele mit dem Saarland, 1951–1956
Beim 3:2-Sieg am 21. Mai 1951 in Saarbrücken gegen Österreich B trug der Mittelstürmer Herbert Binkert das erste Mal das Trikot der saarländischen Fußballnationalmannschaft. Er nahm mit Trainer Helmut Schön auch 1953 an den WM-Qualifikationsspielen gegen Norwegen und Deutschland teil. Beim letzten Spiel des Saarlandes am 6. Juni 1956 in Amsterdam gegen Holland absolvierte er sein zwölftes Länderspiel. Sechs Tore hat er dabei erzielt. Erst am 7. Juli 1956 trat der SFB dem DFB als Saarländischer Fußballverband bei und wurde zu einem schlichten Landesverband. Bereits am 30. Juni 1946 hatte er repräsentativ in der Südauswahl in Köln gegen Westdeutschland mitgewirkt. Ein zweites Spiel für Süddeutschland folgte am 19. Mai 1948 in Frankfurt/Main gegen eine Kombination Nord/West.

## Trainer
Im Saarland machte sich Binkert als Trainer schnell einen Ruf als Spezialist in Sachen Aufstieg. Nach dem Ende seiner Spielerlaufbahn übernahm er den SV Röchling Völklingen und stieg 1961 zuerst in die 2. Liga Südwest und 1963 in die neue Regionalliga Südwest auf. Den FC 08 Homburg führte er 1966 und den VfB Theley 1972 in die Regionalliga Südwest. Dem Sangesfreund wurde nach diesen Aufstiegserfolgen die Tatsache, dass er die von ihm nach oben gebrachten Mannschaften auch dort zu halten verstand, als nicht minder großes Plus angerechnet. Völklingen hielt sich ebenso wie die Homburger, und auch Theley vermochte sich die Klassenzugehörigkeit zu sichern. 1973/74 kam er mit dem 1. FC Saarbrücken im letzten Regionalligajahr auf den zweiten Platz und damit in die Aufstiegsrunde zur Fußball-Bundesliga. Mit Röchling Völklingen und Borussia Neunkirchen stellte er seine Trainer-Qualitäten in den Jahren 1975 bis 1977 und 1979 auch in der 2. Fußball-Bundesliga unter Beweis. Er verband ein riesiges Paket eigener Spielpraxis mit pädagogischen Fähigkeiten, Einfühlungsvermögen in die Psyche der Akteure, und nicht zuletzt wegen dieser Eigenschaften war Herbert Binkert auch Verbandsgruppenvorsitzender Südwest im Bund Deutscher Fußball-Lehrer von Juli 1967 bis Juni 1978. Im Jahre 1963 hatte er erfolgreich zusammen mit Jupp Derwall, Herbert Schäfer und Kurt Sommerlatt die Prüfung zum Fußball-Lehrer bestanden. Ab 1978 nahm er unter dem 1. Vorsitzenden Herbert Widmayer die Position des 3. Vorsitzenden im BDFL ein. 1996 übte er noch das Amt des Vizepräsidenten bei den Fußball-Lehrern aus.

## Beruf und Privatleben
Im saarländischen Innenministerium verbrachte Binkert den Großteil seiner beruflichen Laufbahn. Als Oberamtsrat ging er in Pension. In Bischmisheim wurde er mit seiner Familie heimisch. Sein Sohn, Gerhard Binkert (Vertragsspieler beim 1. FC Saarbrücken und FC Homburg), war zuletzt Präsident des Landesarbeitsgerichtes Berlin/Brandenburg. Sein Sohn, Manfred Binkert (Spieler bei Saar 05 Saarbrücken, dt. Studenten-Nationalmannschaft), war 25 Jahre lang Schulleiter der Gemeinschaftsschule Güdingen. Am 1. März 2021 wurde die Gemeinschaftsschule Güdingen in Herbert-Binkert-Schule umbenannt.
Binkert starb am 4. Januar 2020 im Alter von 96 Jahren.

## Ehrungen
Herbert Binkert wurde die Ehrenmitgliedschaft des 1. FC Saarbrücken und die des Bundes Deutscher Fußball-Lehrer verliehen. 1980 wurde er mit der Goldenen Verdienstnadel des Deutschen Sportlehrer-Verbandes ausgezeichnet. Ministerpräsident Oskar Lafontaine zeichnete ihn im Jahre 1998 mit dem Saarländischen Verdienstorden aus.

## Aussage
Kirn/Natan halten in ihrem Ullstein-TB aus dem Jahre 1958 über den Fußballer Herbert Binkert fest: „Technisch feiner Dirigent, fast in jeder Saarauswahl und immer noch zur Elite gehörend.“